# کاغذ کتاب (بالکی)
کاغذ بالکی یا نوعی کاغذ کتاب، کاغذی سبک، خوش‌رنگ و زیست محیطی است که در کشورهای باران‌خیزی همچون سوئد و فنلاند تولید می‌شود و مخصوص تولید کتاب است.

## دربارهٔ کاغذ بالکی
این کاغذ در دو رنگ طبیعی کرمی (رنگ استخوانی)و طوسی تولید می‌شود. کاغذ بالک دارای رنگ مناسب برای مطالعه است و برای سفید شدن کاغذ از مواد شیمیایی استفاده نمی‌شود. ضخامت کاغذ بالک از کاغذهای عادی بیشتر، اما متخلخل است. فرایند شیمیایی روی آن انجام نمی‌شود و به‌صورت مکانیکال تولید می‌شود و در نتیجه دوباره به چرخه طبیعت بازمی‌گردد و محیط زیست را آلوده نمی‌کند. این کاغذهای معروف به کتاب سبز دارای نشان استاندارد محیط زیستی بین‌المللی (FSC) است.
امکان کپی کردن کتاب از روی این کاغذ بسیار سخت است.
کاغذ بالکی علاوه بر چاپ کتاب، در موارد دیگری همچون چاپ اوراق اداری، پاکت، سربرگ و تبلیغات نیز کاربرد دارد.

## مقایسه با کاغذ تحریر
کاغذ تحریر عادی اندونزی با وزن ۷۰ گرم، ضخامتی معادل ۹۰ تا ۹۵ میکرون دارد؛ درحالی‌که کاغذ بالک ۵۵ گرمی، ضخامتی بین ۱۰۰ تا ۱۱۰ میکرون دارد، همچنین کاغذ بالکی ۶۰، ۷۰ و ۸۰ گرمی، به ترتیب ضخامتی بین ۱۱۰ تا ۱۲۰ میکرون، ۱۲۶ تا ۱۴۰ میکرون و ۱۴۴ تا ۱۶۰ میکرون دارد.

## ایجاد مزیت بزرگ برای کتابخوان‌ها
کتاب‌های قطوری که با کاغذ بالک چاپ می‌شوند علاوه بر این که وزن کمتری دارند، این امکان را دارند که به‌راحتی به حالت بازشده در هنگام مطالعه بمانند و پیش‌روی چشم خواننده بسته نشوند. حتی می‌توان کتاب را تا جایی که خوانده شد روی میز رها کرد و از بسته‌شدن کتاب و گم‌شدن صفحه موردنظر باکی نداشت.